# Hotel Golden
El Hotel Golden (en inglés: Golden Hotel) es uno de los dos hoteles en la ciudad de Mafeteng, en el distrito del mismo nombre en el país africano de Lesoto, siendo las otras instalación hotelera local el hotel Mafeteng (donde se ubica la famosa Disco Las Vegas) cerca de la frontera con Sudáfrica. El Hotel Golden es uno de los pocos lugares fuera de la capital nacional la localidad de Maseru donde productos como pizza están disponibles.